# Gottfried II. von Admont
Gottfried II.  OSB (* vor 1150; † 25. Dezember 1228 in Admont) war ein salzburgischer römisch-katholischer Geistlicher und von 1207 bis 1226 Abt der Benediktinerabtei St. Blasius zu Admont.
1206 war der Admonter Konventuale Gottfried zunächst als Abt an das Stift Ossiach berufen worden, kehrte aber 1207 nach dem Rücktritt von Abt Wolfram nach Admont zurück, wo er zu seinem Nachfolger als Abt gewählt wurde.
Im anhaltenden Konflikt mit dem Stift Göß über die Pfarrkirche am Waasen bei Leoben konnte Abt Gottfried durch Verzicht auf die Admonter Rechte gegen Zahlung einer Rente verzichtete.  Die Verhandlungen wurden offensichtlich dadurch erleichtert, dass die seit 1203 regierende  Äbtissin Ottilie wie schon ihre gleichnamige Vorgängerin aus dem Frauenkloster Admont stammte. Aus dem Admonter Konvent wurde 1210 Dietmar als Abt von Stift Seitenstetten berufen. 
Nach einem Abbatiat von zwei Jahrzehnten resignierte Gottfried sein Amt am 6. Dezember 1226, da er „hinfort nur seines Seelenheiles bedacht sein“ wolle. Er starb zwei Jahre später am Weihnachtstag des Jahres 1228.